# Catetinho
O Catetinho foi a primeira residência oficial do presidente do Brasil, Juscelino Kubitschek, durante a construção do novo Distrito Federal. O projeto temporário foi desenvolvido durante dez dias (entre 22 e 31 de outubro de 1956) para que a equipe do presidente e diretores da Novacap pudessem realizar suas reuniões enquanto Brasília estava em obras.
Denominado inicialmente como "Palácio das Tábuas", a nomenclatura foi alterada para Catetinho pelo violonista Dilermando Reis, inspirado no Palácio do Catete, até então residência oficial do Governo Federal, no Rio de Janeiro, desde o Século XIX.
Arquitetado por Oscar Niemeyer, o projeto foi inaugurado em 10 de novembro de 1956 com a presença de JK que, posteriormente, daria aval para que o Catetinho estivesse sob cuidados do Patrimônio Histórico e Artístico Nacional. Três anos mais tarde, o presidente e o ministro da educação, Clóvis Salgado da Gama, anunciaram o tombamento histórico pelo IPHAN.

## Antecedentes

### O novo Distrito Federal

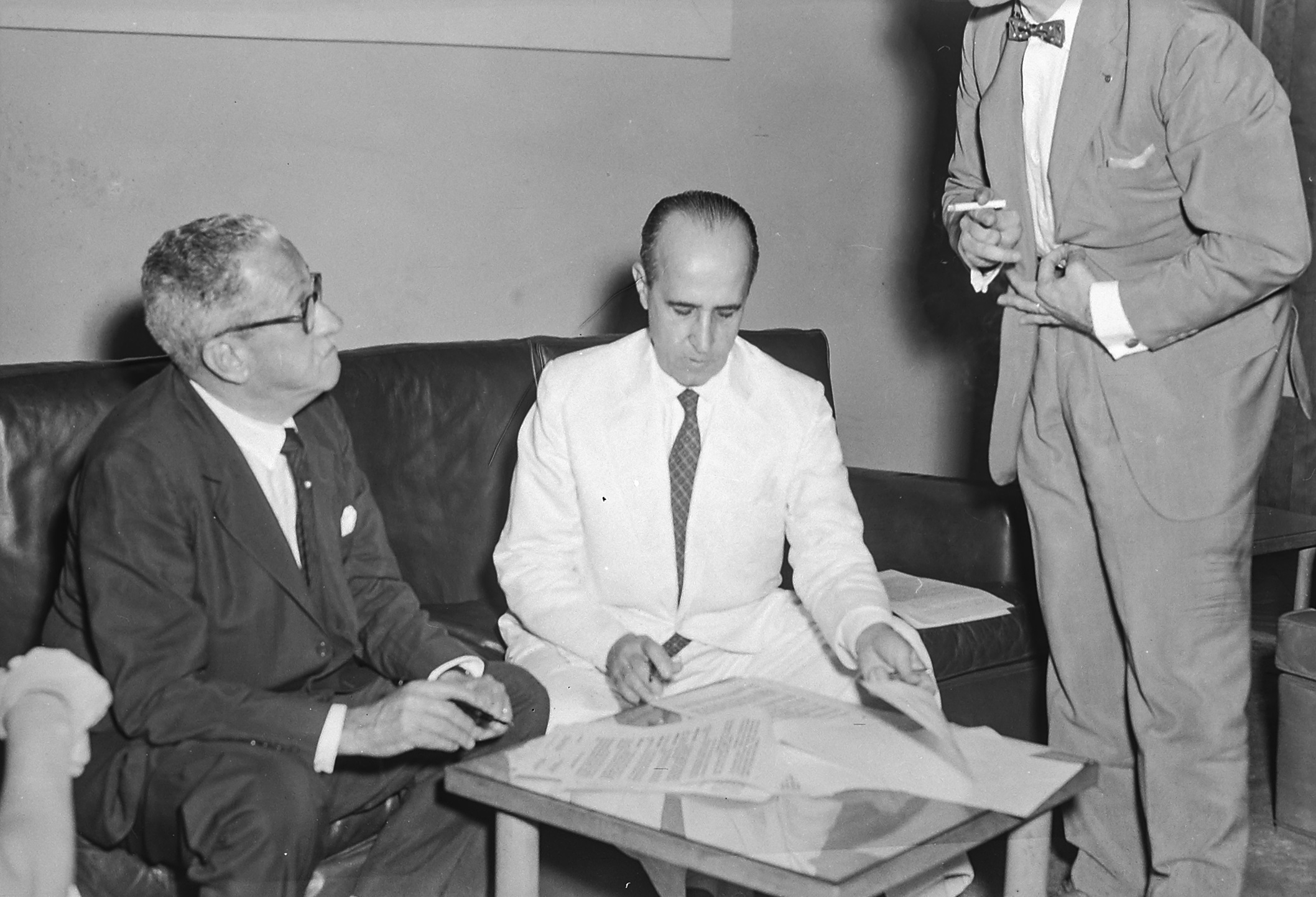
A parceria com a Novacap foi fundamental para a construção de Brasília.

O primeiro comício de campanha para a eleição presidencial no Brasil em 1955, realizado na cidade de Jataí, em Goiás,  o então candidato Juscelino Kubitschek (também conhecido pelo acrônimo JK) era pressionado sobre a construção da Brasília, a nova capital federal. Ele afirmava que o projeto seria cumprido em seu mandato, uma vez que já havia regulamentação sobre o tema com base na lei ordinária 1 803, de 5 de janeiro de 1953, sancionado ainda sob comando do presidente Getúlio Vargas, que autorizava o Poder Executivo a desenvolver estudos quanto ao novo local.
Em 30 de abril de 1955, o governador de Goiás, José Ludovico de Almeida, publicou um decreto manifestando-se a obrigação de definir uma localização do novo Distrito Federal. Em 10 de maio daquele ano, a Assembleia Legislativa foi solicitada para que, no dia seguinte, fosse publicado o decreto estadual n.º 500, que impedia qualquer doação de terras naquela determinada área.
Juscelino Kubitschek tomou posse como Presidente da República em 31 de janeiro de 1956 e, dois meses depois, anunciou o planejamento para a construção de Brasília. A empresa responsável por todo desenvolvimento desta obra, conforme a lei ordinária 2 874, de 19 de setembro daquele ano, pertenceu a Companhia Urbanizadora da nova Capital do Brasil, mais conhecida como a Novacap.
Para nomear ministros e iniciar o projeto do novo Distrito Federal, JK teve que se abrigar provisoriamente na Fazenda do Gama em 2 de outubro de 1956, até que, quinze dias mais tarde, foi sugerido a construção de uma nova residência temporária para o Chefe de Estado.

## Cronologia

### A construção do projeto

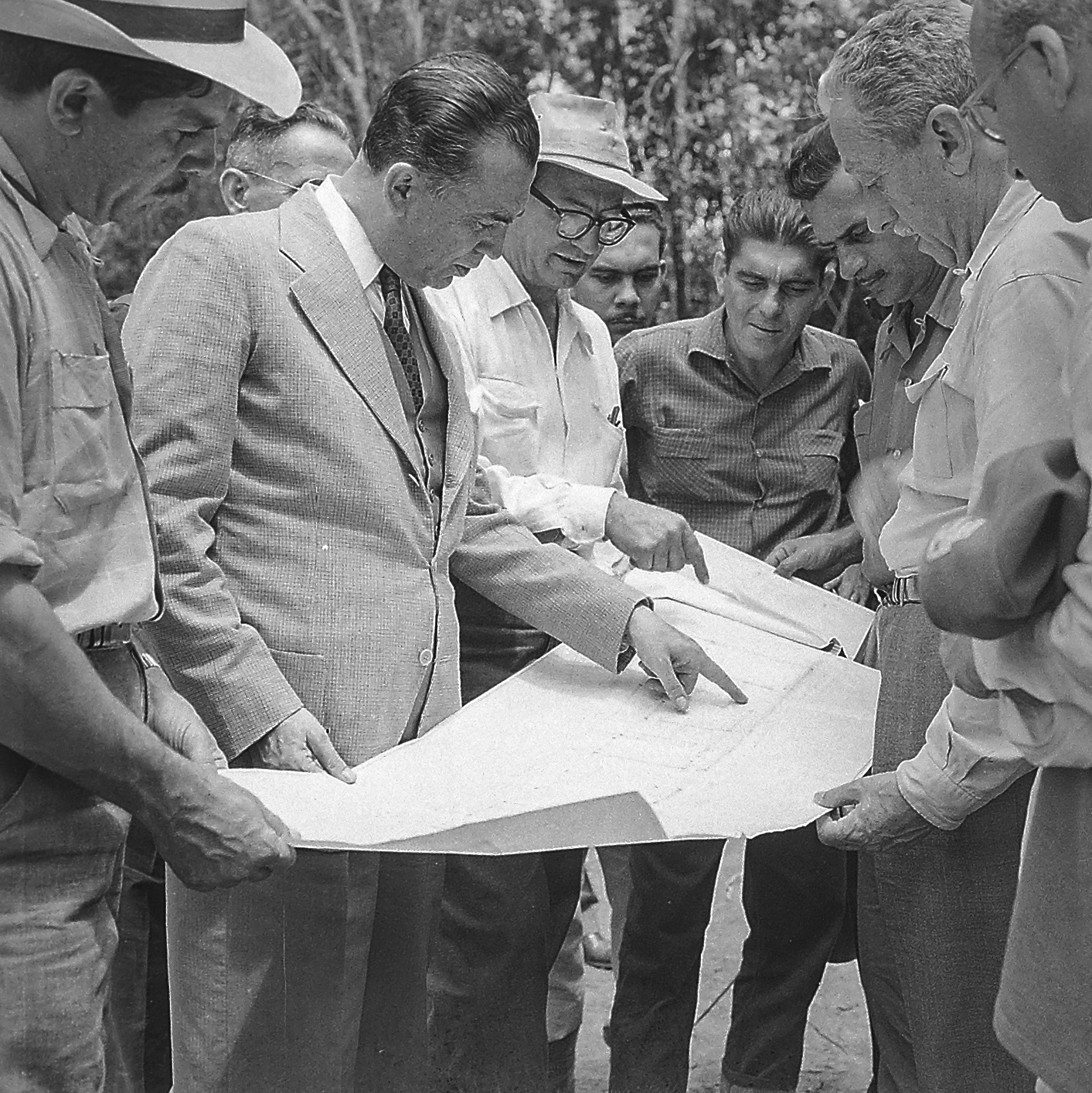
Juscelino Kubitschek se reunindo para a construção do Catetinho.

Um grupo de dez amigos de Juscelino Kubitschek, entre eles o aviador João Milton Prates e o arquiteto Oscar Niemeyer, se reuniram às escondidas no Juca's Bar, localizado no hotel Ambassador, no Rio de Janeiro, em 12 de outubro de 1956, para definir a construção de uma casa de madeira que, anteriormente intitulada como Palácio das Tábuas, se chamaria Catetinho. O projeto serviria como palácio de despachos, já que o presidente vinha em visitas diária e retornava ao Rio de Janeiro no mesmo dia, eventualmente pernoitava em Brasília, os moradores permanentes nos anos iniciais eram Íris Meinberg, Ernesto Silva, Israel Pinheiro, Bernardo Sayão e outros engenheiros que passavam temporadas. Juscelino estabeleceu permanência a partir de maio de 1957, quando foi inaugurado o Catetinho nº 2, ou Catetão, construído segundo a mesma técnica do Catetinho, porém maior, e com acabamento mais sofisticado. Nele o presidente e sua família residiram até a mudança para o Palácio da Alvorada em 30 de junho de 1958.

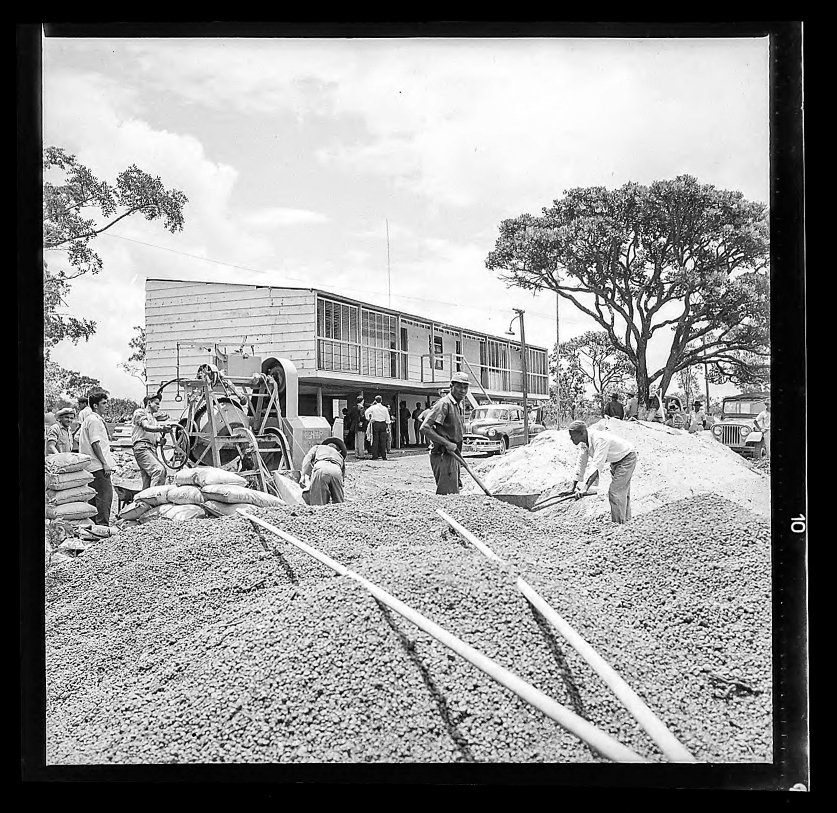
Construção do Catetinho, em Outubro 1956

Os amigos do presidente JK elaboraram o projeto numa quarta-feira, 17 de outubro de 1956, participando da arrecadação financeira – cujo empréstimo bancário de 500 mil cruzeiros vindo de um banco da capital de Minas Gerais – e a obra, que seria desenvolvida a curto prazo. No dia seguinte, caminhões de Belo Horizonte e Rio de Janeiro trouxeram a primeira remessa de material para a construção da casa, além de um trator Caterpillar, motor a gasolina de 75hp e um jipe.
A construção teve início em 22 de outubro de 1956, quando aproximadamente vinte homens chegaram ao local para a realização dos serviços. A elaboração da madeira e um jipe com motor ligado que acionava uma serra, cortava as primeiras vigas do então chamado Palácio das Tábuas. No dia seguinte, um avião teco-teco sobrevoava na área e o engenheiro agrônomo e vice governador de Goiás Bernardo Sayão desce no campo de pouso; inicialmente tal atitude não agradava os pioneiros, mas depois ele faz parte da equipe, trazendo alimentos e cerveja a cada dois dias.
No terceiro dia de trabalho, em 24 de outubro de 1956, quando foi concluído o primeiro concreto para ser aplicado na fixação das vigas do Palácio de Tábuas, um avião pequeno da Força Aérea Brasileira (FAB), de prefixo NA-1621, desce no campo de pouso para fazer inspeção na obra. No dia 25, veio a instalação de assoalho, os aparelhos sanitários, água e luz; sendo que, dois dias mais tarde, foi a vez da pista de pouso ser ampliada com três teco-tecos, que vieram de Goiânia.

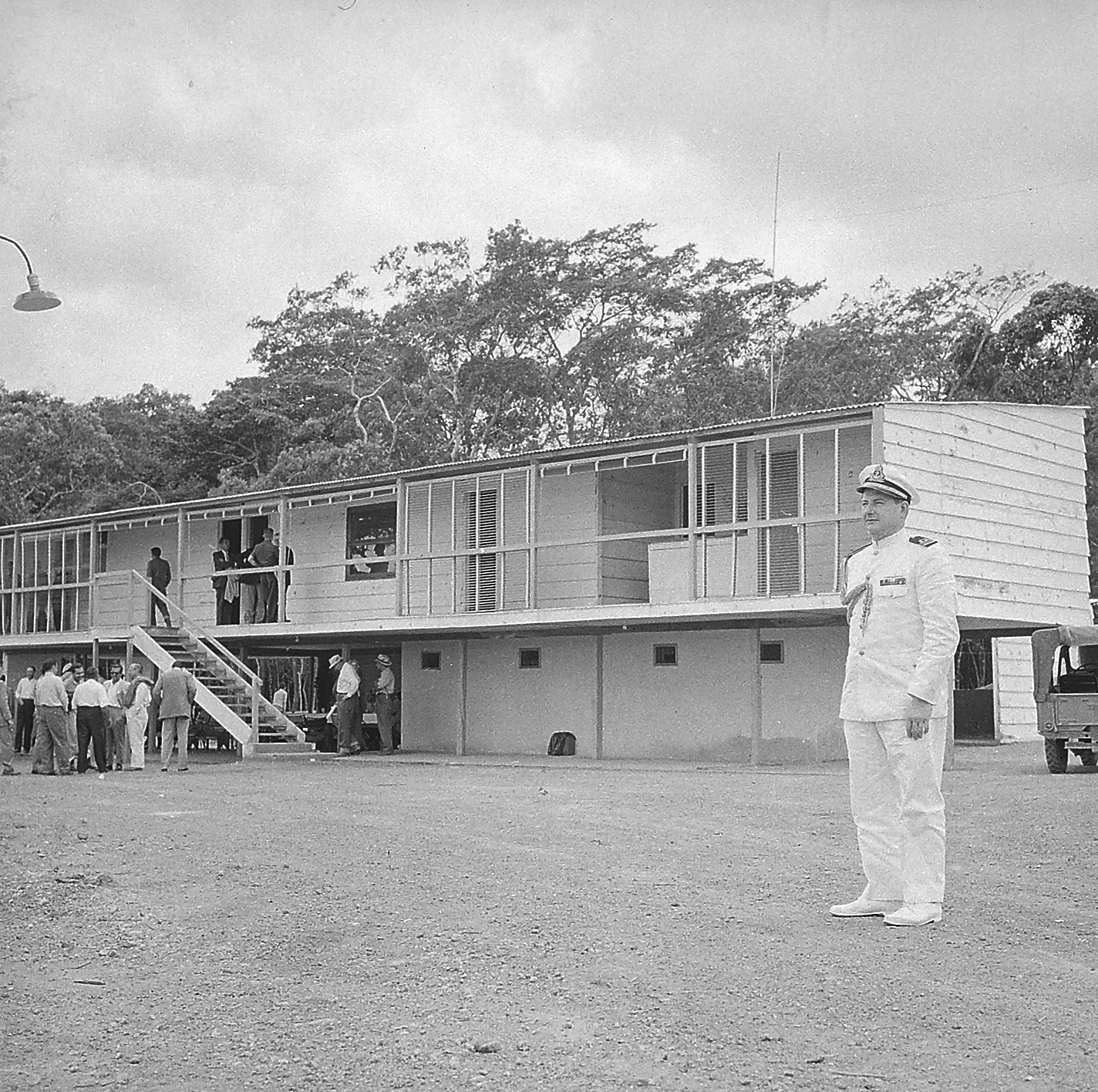
O presidente Juscelino Kubitschek visita o Catetinho.

Um caminhão do Rio de Janeiro chega, em 28 de outubro de 1956, com diversos materiais: geladeira, móveis e entre outros; além de um trator, vindo da cidade mineira de Araxá. Devido as más condições meteorológicas, um avião da Panair do Brasil tenta aterrissar no local, mas acaba desembarcando num aeroporto mais próximo, na cidade de Luziânia, em Goiás, com uma quantidade de objetos específicos para o desenvolvimento de um rádio farol; esta última, só seria instalada no dia seguinte, quando o radiotelegrafista Jaime Correia da Costa habilitou uma estação de rádio transmissora sob o prefixo PYYA, o que gerava comunicação com o Palácio do Catete, funcionando os serviços de rádio.
Em 31 de outubro de 1956, sob orientação de Oscar Niemeyer, César Prates e Juca Chaves, a obra do então Palácio das Tábuas é concluída e estava pronta para ser utilizada, uma vez que as instalações elétrica e sanitária, fogão e lenha, além dos móveis no local estavam bem organizados. O churrasco de confraternização com operários e engenheiros, no entanto, estava marcado para o dia seguinte, mas devido a ausência do presidente JK, foi adiado para 10 de novembro.
A nomenclatura "Palácio das Tábuas" recebeu o nome de Catetinho por sugestão do violonista Dilermando Reis, uma vez que é inspirado no Palácio do Catete, no Rio de Janeiro, então sede do Governo Federal brasileiro desde o Século XIX.

### A inauguração do Catetinho

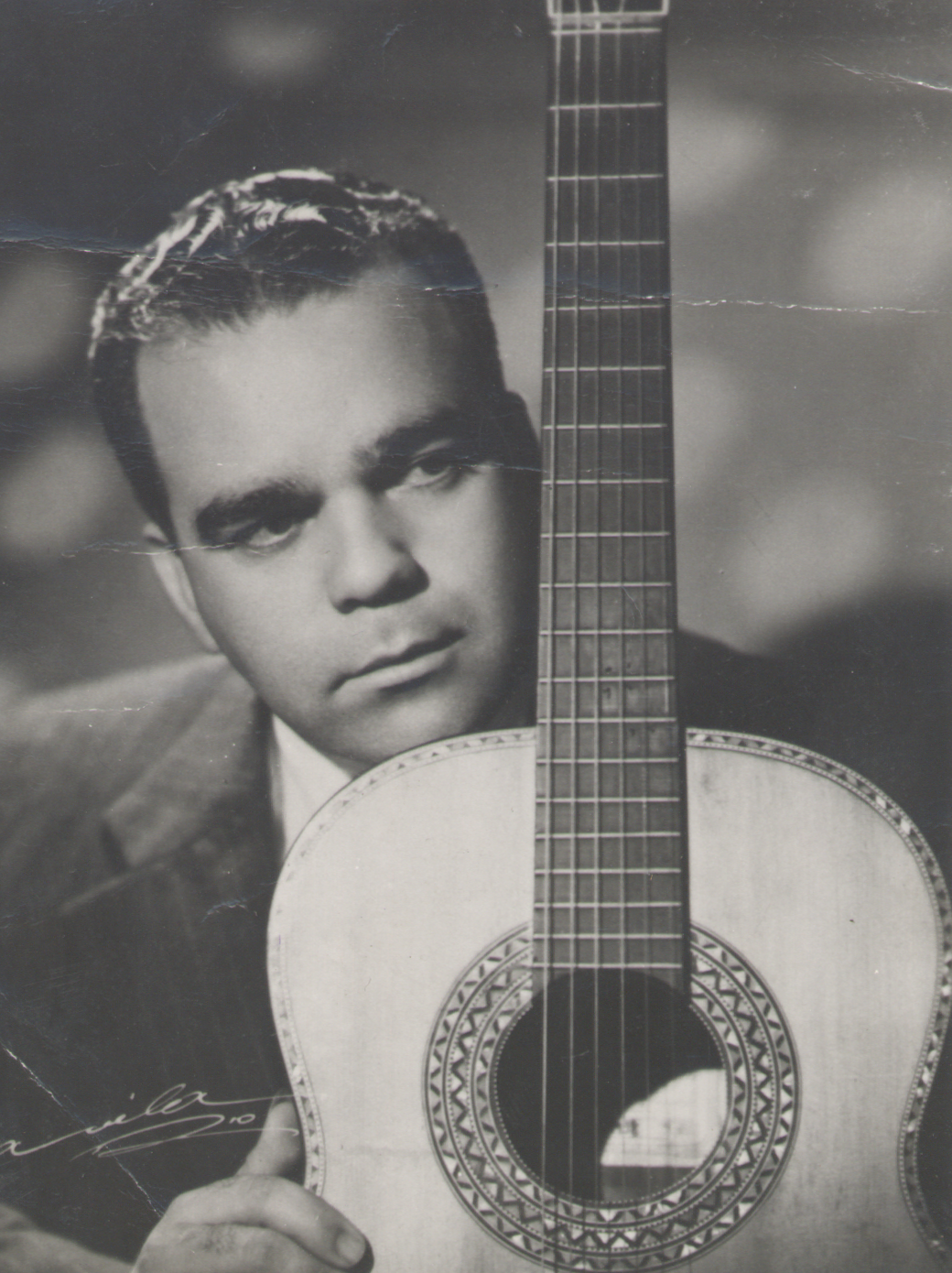
JK admirava o violeiro Dilermando Reis. O violão do músico está exposto no Catetinho para a posteridade. (Foto de 1951)

Em 10 de novembro de 1956, após a chegada do presidente Juscelino Kubitschek, que era aguardado uma festa de inauguração no local, uma forte chuva acabou levando a comemoração para dentro do Catetinho. Na parte interna da residência, foi servido frango com molho pardo e angu, enquanto que, no término do almoço, foi assinado o primeiro despacho do projeto e, no jantar, JK comemorou com uma seresta e com os pioneiros cantando a música de Dilermando Reis.
No mesmo dia da inauguração, o presidente determinou que o palácio estivesse nos cuidados da diretoria do Patrimônio Histórico e Artístico Nacional (DPHAN). Posteriormente, ainda foi homenageado pelo escultor José Pedroso com uma Estátua de Bronze, em frente ao Catetinho.
O Catetinho foi projetado por Oscar Niemeyer e tornou-se a primeira residência oficial do Presidente da República antes da criação da nova capital federal que seria chamada de Brasília e inaugurada em 21 de abril de 1960. O projeto teve seu piso pendurado sobre pilotis e foi desenvolvido em dez dias.

### Catetinho no Governo JK
Embora fosse considerado uma residência oficial da Presidência da República, ele só se abrigava durante a construção da capital federal. Juscelino Kubitschek também recebia autoridades internacionais como a Rainha Elizabeth II, do Reino Unido; além disso, figuras brasileiras como Bernardo Sayão, ex-governador de Goiás e engenheiro responsável pela construção da capital federal, também residiam no local.

## Legado

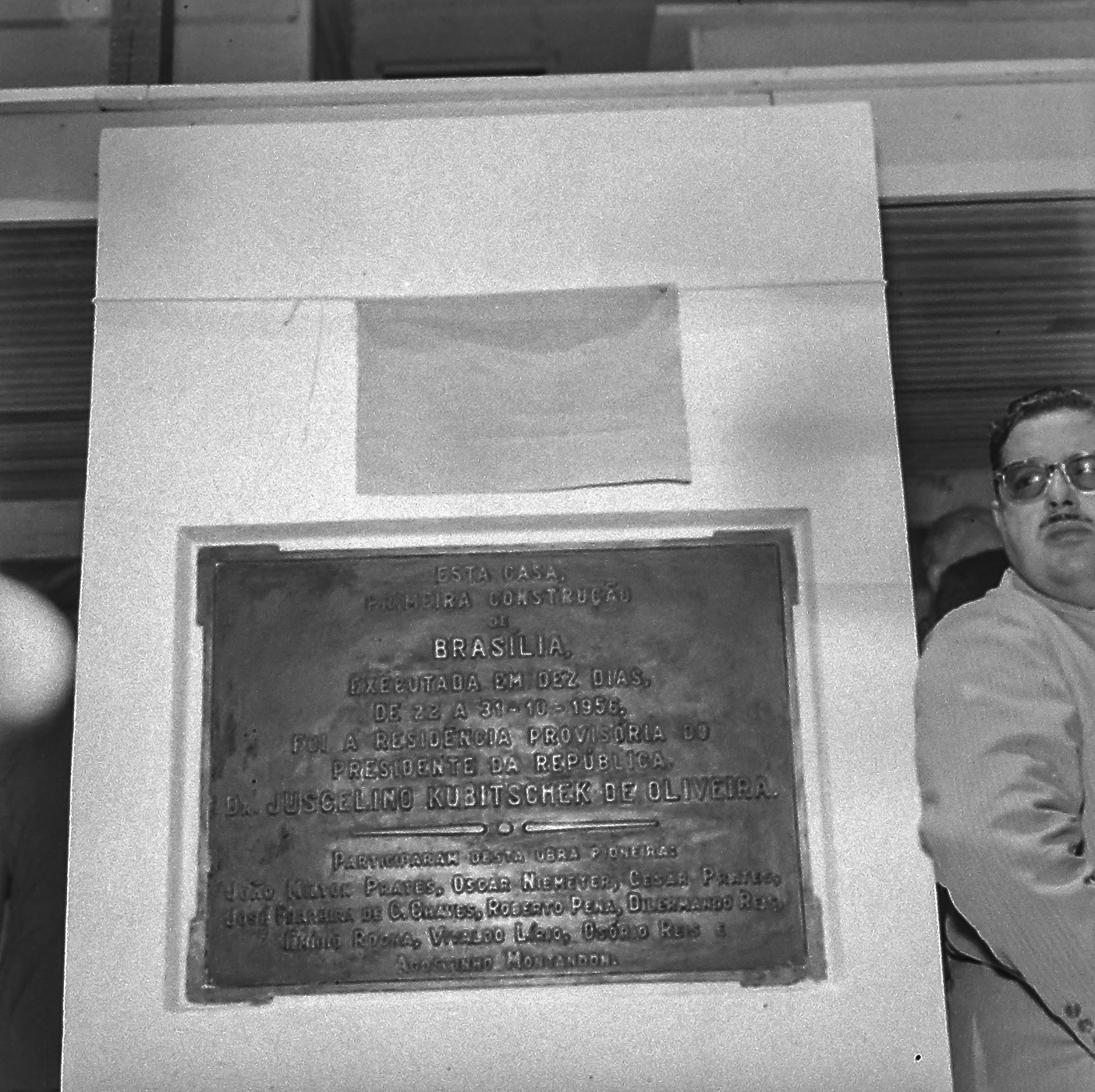
O presidente Juscelino Kubitschek transforma o Catetinho em patrimônio histórico nacional em 1959.

Em 10 de novembro de 1959, na comemoração dos dois anos de inauguração do Catetinho, o Presidente faz o descerramento de uma placa de bronze e relembra em seu discurso, da importância daquela construção, primeira casa construída em Brasília, primeira residência presidencial provisória na nova capital, local de recebimento dos primeiros pioneiros. Surge daí a ideia de tombamento do local pelo Departamento do Patrimônio Histórico e Artístico Nacional.
O presidente Juscelino Kubitschek, ao lado do Ministro da Educação e Cultura, Clóvis Salgado da Gama, decidem oficializar o tombamento do Catetinho como Patrimônio Histórico e Artístico Nacional. A ideia era preservar a primeira realização feita em Brasília, devido ao fator histórico e ampliação de outros projetos na nova capital federal. Embora tenham percebido o curto período de tempo entre a criação e seu tombamento, eles deram mais importância a manutenção da residência.
O processo de tombamento do Catetinho resultou em documento oficial ou cópia referente ao projeto, a parte interna e externa, além de fotografias que registraram desde o início da construção até o seu término. O projeto foi inserido no Livro do Tombo Histórico, visando futuras gerações a conhecerem o início de Brasília, garantindo a memória e identidade do país, e valorizando o passado. Em 1970, transformou-se em museu.
Assim, o Catetinho passou intervenções emergenciais e obras de restauro. Ao completar 35 anos de sua construção em 1991, alguns elementos da construção foram pintados de azul, foram construídos acesso e estacionamento pavimentados, em 1996 o edifício passou por um processo de desinfestação contra cupins, brocas e outros insetos xilófagos, e uma restauração profunda, abrangendo reforma do telhamento, do pilares de sustentação, troca de madeiras  das paredes e varandas. De dezembro de 2011 a junho de 2012 foi realizada outra intervenção em toda sua estrutura e entorno, visando adaptações no piso térreo para garantir acessibilidade, obras de escoamento de águas pluviais foram realizadas, e após um longo estudo o palácio de tábuas foi pintado recuperando suas cores originais. A última intervenção foi em 2019, onde foi realizada a calafetação da tábuas, revitalização das calçadas às trilhas e à nascente. Nesta revitalização foi firmada uma parceria com o Brasília Country Club permitindo a construção de um novo acesso ao Museu do Catetinho, facilitando a entrada na área do Museu.

## O Museu

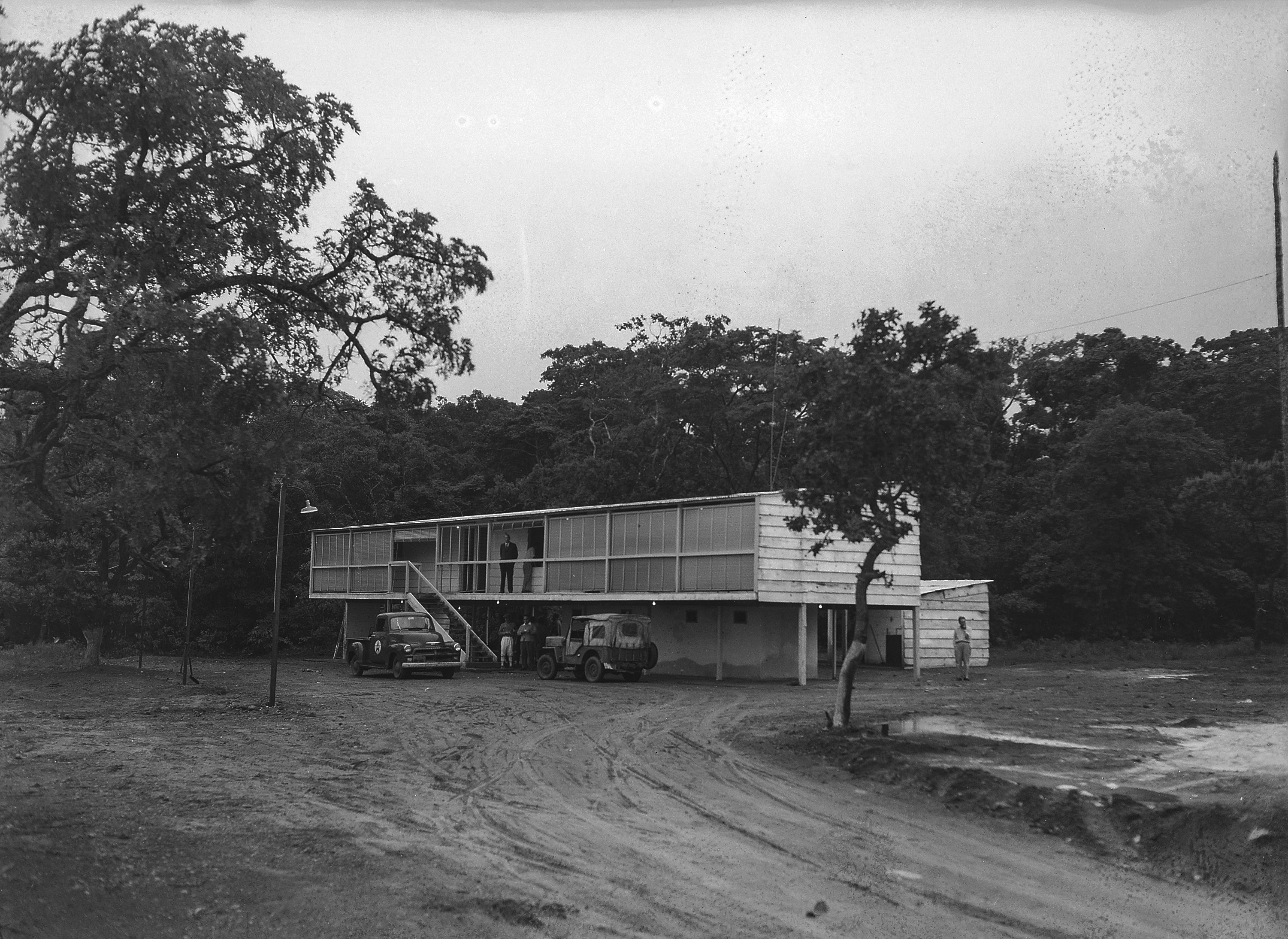
O Catetinho fica numa Área de Preservação Ambiental, cercado de verde.

O Catetinho encontra-se numa Área de Preservação Ambiental (APA), seu entorno é preservado em fauna e flora com presença de mata de galeria no entorno da nascente e cerrado em sentido restrito nas demais áreas.  Por ser uma APA, é proibida a entrada de animais domésticos nas dependências do museu, inclusive na área externa e é comum encontrar animais silvestres em seus jardins, como coruja buraqueira; tatu-bola; macaco-prego; ouriço-cacheiro; bugio-preto e outros.

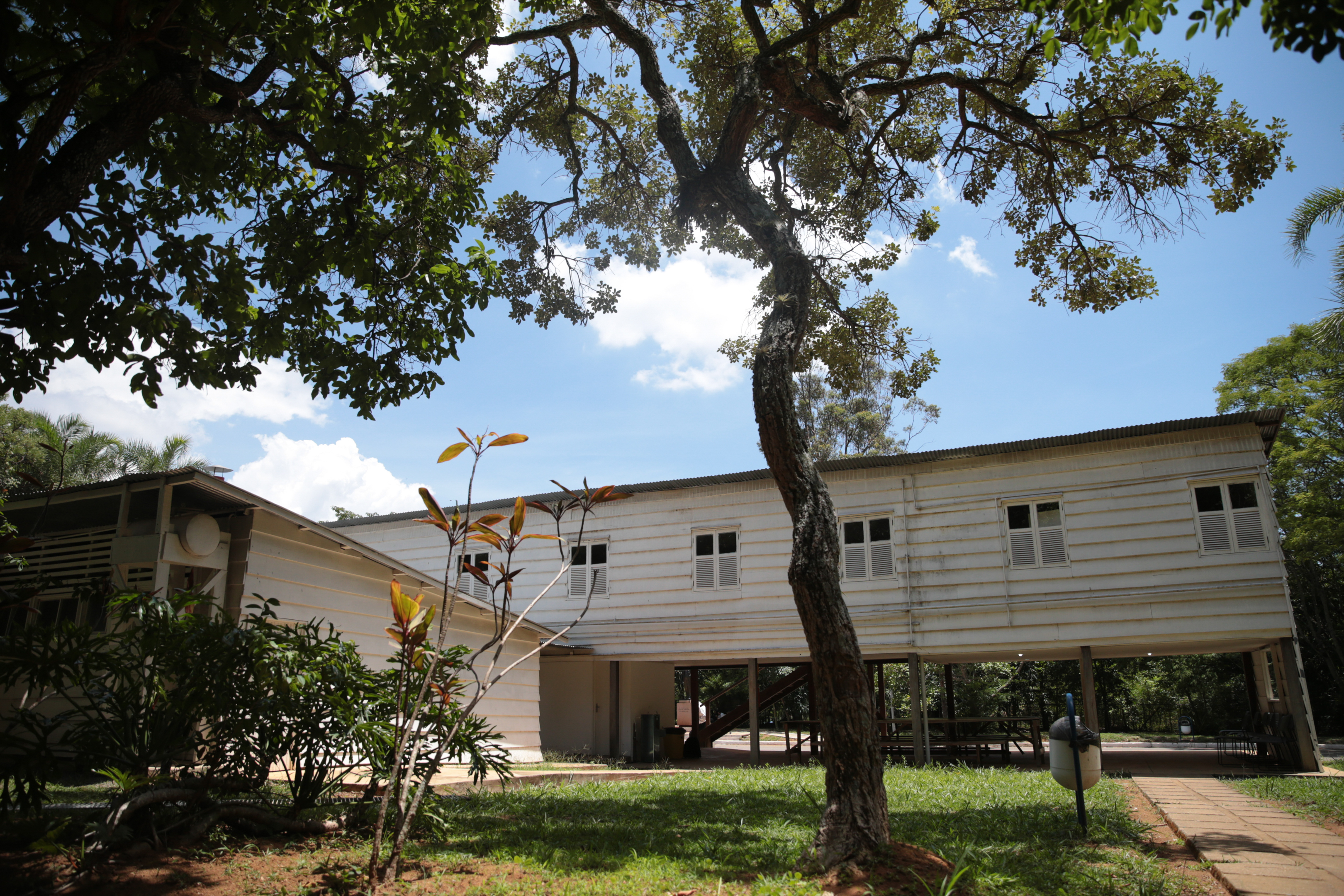
Atualmente, o prédio é um museu.

O Museu do Catetinho faz parte dos equipamentos culturais da Secretaria de Cultura e Economia Criativa do Distrito Federal
Está aberto para visitação de terça a domingo (inclusive feriados) – 9h às 17h, segunda-feira não funciona, pois fica fechado para manutenção.
A entrada e o estacionamento interno são gratuitos. Visitas guiadas para grupos de estudantes podem ser agendas pelo telefone (61) 3338-8803
O acervo do Museu contém objetos pessoais de Juscelino Kubitschek, como livros e roupas. O violão do compositor Dilermando Reis, responsável pela origem à nomenclatura da obra, também se encontra na antiga residência presidencial, outros objetos de época compõem os cenários, como mobília e louças do Brasília Palace Hotel, malas antigas, lamparinas, garrafas da já extinta e antiga aguardente Pirassununga. A sala de despachos foi toda remontada com objetos móveis de meados da década de 50 e objetos pessoais de Juscelino.
Embora seja localizado na principal rodovia da BR-040, o acesso ao museu tombado é dificultado pela população. Geralmente, o perfil dos visitantes tenha relação com excursões escolares de vários estados e turistas nacionais e estrangeiros. Por ano, o projeto recebe aproximadamente 23 000 pessoas.

## Cultura popular
O Catetinho também foi local para artistas e músicos notáveis. Foi na antiga residência presidencial que os compositores Tom Jobim e Vinicius de Moraes escreveram algumas de suas canções; a dupla foi convidada pelo presidente JK para escrever um hino referente à nova capital que ainda estava nascendo. O verso criado pela dupla "É água de beber, camará / É água pura? Pode beber", que deu origem à canção "Água de Beber", foi inspirado na nascente de água próxima do palácio.
Entre 3 de janeiro e 24 de março de 2006, a Rede Globo exibiu a minissérie JK, que contou a biografia de Juscelino desde a infância até à Presidência da República. O Catetinho, no entanto, foi reproduzido em computação gráfica, ou seja, não houve gravações no museu.